# Josef Zinner
Josef Zinner (27. března 1894, Nová Role – 6. května 1961, Redhill) byl československý politik německé národnosti, který za 2. světové války emigroval do Londýna, kde podporoval politiku Edvarda Beneše.

## Život
Josef Zinner byl původním povoláním havíř. Aktivně se zapojoval do odborového hnutí a politiky. Byl členem Německé sociálně demokratické strany dělnické v ČSR a od 30. letech byl členem jejího předsednictva. Na přelomu let 1938–1939 emigroval do Spojeného království, kde se stal členem exilové sociálně demokratické organizace Treugemeinschaft sudetendeutscher Sozialdemokraten. V říjnu 1939 se spolu s Franzem Köglerem, Maxem Koutnikem a Gustavem Neumannem zúčastnil delegace k exilovému prezidentovi Edvardu Benešovi, kde vyjádřili nesouhlas s politikou jiných německých sociálních demokratů okolo Wenzela Jaksche a naopak souhlas s obnovou Československa v předmnichovských hranicích. V roce 1940 si založil vlastní organizaci bývalých sudetoněmeckých sociálních demokratů, kteří nesouhlasili s Jakschovou politikou. Ostře se vymezoval vůči nacionalismu a byl přesvědčeným internacionalistou. Jelikož se svými názory dostával mezi sudetoněmeckými sociálními demokraty do izolace, začal více spolupracovat s českými a s čs. exilovou vládou. Snažil se kolem sebe shromáždit odpůrce Wenzela Jaksche a příznivce bývalého předsedy strany Ludwiga Czecha. V roce 1940 založil Auslandsgruppe der deutschen Sozialdemokraten in der Tschechoslowakischen Republik (tato organizace byla známá jako Zinnerova skupina), kterou považoval za jedinou legitimní nástupkyni DSAP. Odmítal plány k odsunu německého obyvatelstva a spolupracoval s německými komunisty a dalšími německými skupinami, které byly loajální vůči ČSR. Později souhlasil i s částečným odsunem německého obyvatelstva, ale neuznával aplikaci kolektivní viny. V roce 1946 se jako loajální antifašista směl vrátit zpět do Československa, ale po Únoru 1948 odešel zpět do Velké Británie, kde v roce 1951 obdržel státní občanství. Ve svém druhém exilu spolupracoval opět s bývalými sociálními demokraty, kteří zůstali loajální vůči ČSR, a ostře se vymezoval vůči Seliger-Gemeinde. Kritizoval její nacionalismus a spolupráci s bývalými nacisty.